# Andreu Ramírez Parés
Andreu Ramírez Parés (Taradell, província de Barcelona, 1901 – (Vic, 1995) fou un músic i compositor, autor de goigs i peces litúrgiques, beneficiat-organista de la catedral de Vic (1945) i director de l'orfeó Vigatà. Va fer els estudis eclesiàstics al Seminari de Vic. Un cop format, s'ordenà sacerdot (1925). Va ser organista de Sant Joan de les Abadesses (1925) i de la parròquia del Carme de Vic (1931). En aquesta última exercí de vicari. En 1944 va ser nomenat organista de la catedral, i l'any següent va rebre un benefici de concordat amb càrrec d'organista. Set anys més tard (1951) anà de capellà a les religioses Felipnèries de Vic (Saits). Com a compositor, destaca la seva Missa de la Mare de Déu del Carme. Publicà un popular Cançoner parroquial, recull de cançons religioses (Seminari de Vic, 1956). Pel que fa a l'ensenyament musical, va ser professors de cant gregorià a la secció de filosofia i teologia i de música a la secció de batxillerat i humanitats del Seminari de Vic. Impartí aquestes assignatures des de 1953 fins a 1968.